# Carpias minutus
Carpias minutus är en kräftdjursart som först beskrevs av Richardson 1902.  Carpias minutus ingår i släktet Carpias och familjen Janiridae. Inga underarter finns listade i Catalogue of Life.